# William Hewlett
William Hewlett (Ann Arbor, 20 mei 1913 – Palo Alto, 12 januari 2001) richtte samen met David Packard in 1939 de firma Hewlett-Packard (HP) op.
Hewlett haalde zijn bachelor aan de Stanford-universiteit in 1934 en zijn master aan het Massachusetts Institute of Technology (MIT) in 1936.
Van 1964 tot 1977 was hij president van HP, en van 1968 tot 1978 was hij CEO. In deze laatste functie werd hij opgevolgd door John A. Young. Hewlett bleef voorzitter van het uitvoerend comité tot 1983, en werd daarna tot 1987 vicevoorzitter van de raad van bestuur.
In 1966 richtte William Hewlett en zijn vrouw Flora Lamson Hewlett de William and Flora Hewlett Foundation op, algemeen bekend als de Hewlett Foundation, een privé-stichting die subsidies toekent aan een reeks liberale en progressieve organisaties. 